# Rogelio Delgado
Rogelio Wilfrido Delgado Casco (* 12. Oktober 1959 in Asunción) ist ein ehemaliger paraguayischer Fußballspieler und -trainer. Er nahm an der Fußball-Weltmeisterschaft 1986 in Mexiko teil.

## Vereinskarriere
Der Abwehrspieler verbrachte seine Karriere bei diversen südamerikanischen Vereinen. Er begann beim Club Olimpia aus seiner Heimatstadt Asunción mit dem Fußballspielen. 1976 rückte er in den Seniorenbereich auf. In seinem ersten Jahr als Profi wurde er an den unterklassigen bolivianischen Club Enrique Happ ausgeliehen. Mit dem Club Olimpia gewann er zwischen 1978 und 1985 sieben nationale Meisterschaften. 1979 gewann er neben dem nationalen Titel auch die Copa Libertadores und den Weltpokal sowie 1980 die Copa Interamericana.
Von 1987 bis 1992 stand er beim argentinischen CA Independiente unter Vertrag, wo er 1989 den argentinischen Meistertitel gewann. Anschließend wechselte er nach Chile, wo er von 1992 bis 1994 für den CF Universidad de Chile spielte. Dort gewann er 1994 ebenfalls den nationalen Meistertitel und beendete im Anschluss seine aktive Laufbahn.
Nach seinem Karriereende blieb er in Chile und arbeitete im Trainerstab beim CSD Colo-Colo. Für diesen Klub bestritt er 1995 noch ein Spiel im Rahmen der Supercopa Sudamericana. 1997 stieg er als Trainer mit Unión Española ab, der erste Abstieg des Vereins seit Ligagründung 1933.

## Nationalmannschaft
Delgado nahm als 19-Jähriger an der Junioren-Fußballweltmeisterschaft 1979 in Japan teil. Er debütierte am 2. Juni 1983 in einem Freundschaftsspiel gegen Uruguay in der paraguayischen A-Nationalmannschaft. Im selben Jahr nahm er an der Copa América teil. Bei der Fußball-Weltmeisterschaft 1986 gehörte er dem paraguayischen WM-Kader an. Als Mannschaftskapitän bestritt er bis zum Ausscheiden seines Teams im Achtelfinale alle Partien des Turniers.
Es folgten zwei weitere Teilnahmen an der Copa América 1987 und 1989.
Zwischen 1983 und 1990 absolvierte Delgado insgesamt 53 Länderspiele für Paraguay, in denen er sechs Tore erzielte.

## Erfolge
- Paraguayische Meisterschaft: 1978 bis 1983, 1985
- Argentinische Meisterschaft: 1989
- Chilenische Meisterschaft: 1994
- Copa Libertadores: 1979
- Weltpokal: 1979
- Copa Interamericana: 1980